# George Weah
George Manneh Oppong Ousman Weah (Monrovia, 1966. október 1.) aranylabdás libériai válogatott labdarúgó, politikus, Libéria 25. elnöke.

## Élete

### Labdarúgás
A szegény sorból származó játékosra hamar felfigyeltek Európában, 1988-ban mutatkozott be az AS Monaco csapatában, ahol 1992-ig játszott. Ezt követően a Paris Saint-Germain (1992–1995), az AC Milan (1995–2000), a Chelsea FC (2000), a Manchester City (2000) és az Olympique Marseille (2000–2001) voltak a csapatai. 1994-ben a Paris Saint-Germainnel, 1996-ban és 1999-ben az AC Milannal bajnokságot nyert.
1995-ben elnyerte a Nemzetközi Labdarúgó-szövetség „Az év labdarúgója” címét, az Aranylabdát, valamint az Afrikai Labdarúgó-szövetség „Az év afrikai labdarúgója” címét. Ezeken kívül a 20. század afrikai játékosának is megválasztották.

### Politikusként
Sportpályafutása befejezése után aktív szerepet vállalt humanitárius szervezeteknél. Bekapcsolódott hazája politikai életébe is, 2005-ben indult a libériai elnökválasztáson, a szavazatok 40,6%-ának megszerzésével a második helyre szorult.
A 2017-es választásokon szoros küzdelemben győzelmet aratott, így Libéria elnöke lett.

### Magánélet
Nős, négy gyermeke van.